# Walter Schmidt-Parzefall
Walter Schmidt-Parzefall (* 20. Jänner 1938) ist ein deutscher Experimentalphysiker, der sich mit Elementarteilchenphysik beschäftigt.
Schmidt-Parzefall studierte an der Universität Göttingen und der Universität Karlsruhe, wo er 1968 über ein Nachweisgerät der Hochenergiephysik (mit Computern ausgewertete Funkenkammern) promovierte. Ab 1970 war er am CERN bei Klaus Winter, wo er an Experimenten des Speicherrings ISR (Intersecting Storage Rings) und am CHARM Neutrinoexperiment beteiligt war. Ab 1977 war er am DESY, wo er an den DASP und ARGUS-Experimenten am Elektron-Positron Speicherring DORIS beteiligt war. 1977 bis 1980 war er Sprecher von DASP und 1978 bis 1990 war er Sprecher der ARGUS-Kollaboration. 1990 wurde er Professor an der Universität Hamburg, ab 1991 als Direktor des 2. Instituts für Experimentalphysik. Zuletzt leitete er dort die Hera B Gruppe. 2003 ging er in den Ruhestand.
1987 fand die Argus-Kollaboration (deren Sprecher Schmidt-Parzefall war) am Desy Hinweise auf eine sehr viel höhere Top-Quark Masse als bis dahin gedacht (aus den Mischungsparametern im B-Mesonen-System). Argus war damit ein Vorläufer der späteren B-Mesonenfabriken BaBar und Belle. Der Argus Detektor operierte 1982 bis 1992 am Desy.
1995 erhielt er den Gentner-Kastler-Preis.

## Verweise
1. ↑  Die CERN-Hamburg-Amsterdam-Rome-Moscow collaboration, vgl. Archives of CHARM I and CHARM II Collaborations. Abgerufen am 2. April 2019.
2. ↑  Die Abkürzung stand für A Russian-German-United States-Swedish collaboration.
3. ↑  Walter Schmidt-Parzefall: Hera B - ein neues Experiment am Desy. In: Physikalische Blätter. Band 53, 1997, S. 319, doi:10.1002/phbl.19970530407.
4. ↑  Preisträgerinnen und Preisträger. DPG, abgerufen am 2. April 2019.

| Personendaten    | Personendaten                  |
| ---------------- | ------------------------------ |
| NAME             | Schmidt-Parzefall, Walter      |
| KURZBESCHREIBUNG | deutscher Experimentalphysiker |
| GEBURTSDATUM     | 20. Januar 1938                |